# Советизация

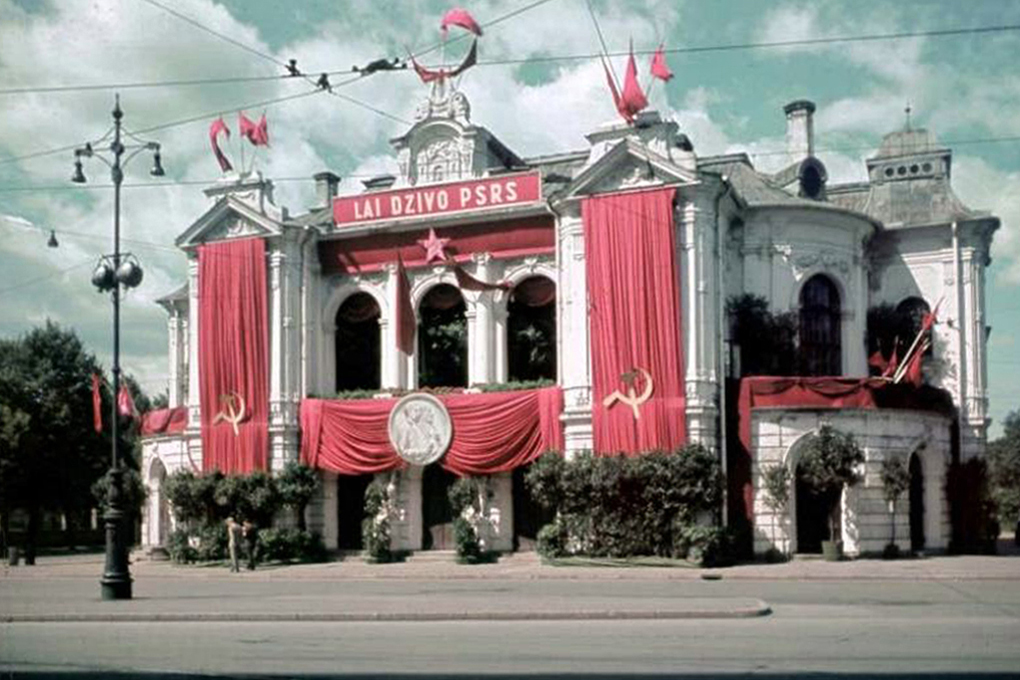
Латвийский национальный театр, украшенный советской символикой (серп и молот, красная звезда, красные флаги и двойной портрет Ленина и Сталина), надпись на латышском языке сверху гласит: «Да здравствует СССР!», 1940 год.

Советизация — процесс установления советской власти или схожих с ней принципов в том или ином регионе и преобразование политических, социальных и экономических структур в соответствии с политическим, социальным и экономическим устройством, получившим распространение в Советской России и Союзе ССР. 
Этот термин применяется как к процессам установления советской власти на территории самого СССР, так и к дальнейшему присоединению к нему новых территорий и интеграции их в советскую систему, а также к установлению режимов коммунистической ориентации после окончания Второй Мировой войны в Восточной Европе (странах социалистического блока).

## История
Советизация исторически включала создание органов советской власти, выборы в которые проводились под контролем большевиков с отстранением оппозиционных им кандидатов, национализация земли и собственности, также репрессии против представителей враждебных классов. В культуре — соответствующие переименования населённых пунктов и установка памятников советским/коммунистических деятелям (со сносом таковых «несоответствующим» деятелям).
Советизация в годы Гражданской войны на территории Российской империи происходила на территориях, перешедших под контроль Красной армии. Впоследствии советизировались территории, присоединяемые к РСФСР, УССР, БССР и СССР. В аулах после советизации организовались, по образцу сельсоветов, аулсоветы.
Доктор исторических наук Елена Зубкова определила советизацию как «процесс, целью которого являлось «встраивание» региона в советскую систему, преобразование политических, социальных и экономических структур в соответствии с советской моделью».

## По регионам
- Советизация Закавказья
  - Советизация Армении (1920)
  - Советизация Грузии, 1921 год[5][6][7]
  - Советизация Азербайджана
- Советизация Западной Белоруссии (1939—1941)
- Советизация Средней Азии
  - Дочь Советской Киргизии
- Советизация Прибалтики (Присоединение Прибалтики к СССР)
- Советизация Южного Сахалина
- Советизация Восточной Германии (ГДР)